# Crematogaster lineolata
Crematogaster lineolata é uma espécie de formiga.